# Солон (Огайо)
Солон (англ. Solon) — місто (англ. city) в США, в окрузі Каягога штату Огайо. Населення — 24 262 особи (2020).

## Географія
Солон розташований за координатами 41°23′10″ пн. ш. 81°26′27″ зх. д. / 41.38611° пн. ш. 81.44083° зх. д. (41.385990, -81.440835).  За даними Бюро перепису населення США в 2010 році місто мало площу 53,07 км², з яких 52,73 км² — суходіл та 0,34 км² — водойми.

## Демографія
Згідно з переписом 2010 року, у місті мешкало 23 348 осіб у 8352 домогосподарствах у складі 6769 родин. Густота населення становила 440 осіб/км².  Було 8765 помешкань (165/км²).
Расовий склад населення:
| - 77,5 % — білих - 10,6 % — чорних або афроамериканців - 10,0 % — азіатів - 0,1 % — корінних американців |

До двох чи більше рас належало 1,4 %. Частка іспаномовних становила 1,5 % від усіх жителів.
За віковим діапазоном населення розподілялося таким чином: 27,8 % — особи молодші 18 років, 59,8 % — особи у віці 18—64 років, 12,4 % — особи у віці 65 років та старші. Медіана віку мешканця становила 43,1 року. На 100 осіб жіночої статі у місті припадало 95,1 чоловіків;  на 100 жінок у віці від 18 років та старших — 91,1 чоловіків також старших 18 років.
Середній дохід на одне домашнє господарство  становив 133 247 доларів США (медіана — 95 320), а середній дохід на одну сім'ю — 153 643 долари (медіана — 111 201). Медіана доходів становила 85 206 доларів для чоловіків та 57 736 доларів для жінок. За межею бідності перебувало 3,6 % осіб, у тому числі 4,9 % дітей у віці до 18 років та 3,2 % осіб у віці 65 років та старших.
Цивільне працевлаштоване населення становило 11 270 осіб. Основні галузі зайнятості: освіта, охорона здоров'я та соціальна допомога — 28,8 %, виробництво — 13,4 %, науковці, спеціалісти, менеджери — 11,8 %, фінанси, страхування та нерухомість — 10,3 %.